# Maxim Braun
Pour les articles homonymes, voir Braun.
Maxim Braun (en russe : Максим Браун) est un biathlète kazakh, né le 16 avril 1993 à Pavlodar.

## Biographie
Participant à des compétitions internationales depuis 2011, il fait ses débuts en Coupe du monde en décembre 2014 à Östersund. Il est sélectionné pour les Championnats du monde 2015 à Kontiolahti, où il obtient son meilleur résultat en grand championnat avec une 53e à l'individuel. Quelques mois plus tard, il marque pour la première et seule fois des points (top 40) dans la Coupe du monde avec une 33e place sur le sprint d'Östersund.
En novembre 2017, sur le relais simple mixte d'Östersund, grâce à un tir performant il franchit la ligne d'arrivée en troisième position, profitant de la chute de deux concurrents et s'offre son premier podium international avec Galina Vishnevskaïa, également le premier de l'histoire du biathlon kazakh en Coupe du monde.
Il prend part aux Jeux olympiques d'hiver de 2018, où il est 85e du sprint, 61e de l'individuel, 17e du relais et 18e du relais mixte. 
Il fait partie des neuf biathlètes kazakhs suspendus durant l'hiver 2018-2019 pour suspicion de dopage.

## Palmarès

### Jeux olympiques d'hiver
| Épreuve / Édition                | Individuel | Sprint | Poursuite | Mass start | Relais | Relais mixte |
| Jeux olympiques 2018 Pyeongchang | 61e        | 85e    | —         | —          | 17e    | 18e          |

Légende :
- - : Non disputée par Braun

### Championnats du monde
| Mondiaux \ Épreuve | Individuel | Sprint | Poursuite | Départ en masse | Relais | Relais mixte |
| 2015 Kontiolahti   | 53e        | 86e    | —         | —               | 17e    | 24e          |
| 2016 Oslo          | —          | 77e    | —         | —               | 20e    | —            |
| 2017 Hochfilzen    | —          | 63e    | —         | —               | 14e    | 11e          |

### Coupe du monde
- Meilleur classement général : 95e en 2016.
- Meilleur résultat individuel : 33e.
- 1 podiums en relais mixte simple : 1 troisième place.

 Dernière mise à jour le 26 novembre 2017 

#### Classements en Coupe du monde
| Saison    | Classement général final | Individuel | Sprint     | Poursuite  | Mass start |
| 2014-2015 | nc                       | nc         | nc         |            |            |
| 2015-2016 | 95e                      |            | 80e        | nc         |            |
| 2016-2017 | nc                       | nc         | nc         |            |            |
| 2017-2018 | nc                       | nc         | nc         |            |            |
| 2018-2019 | Suspension               | Suspension | Suspension | Suspension | Suspension |
| 2019-2020 | nc                       | nc         | nc         |            |            |

### Jeux asiatiques
- Sapporo 2017 :
  -  Médaille d'or du relais mixte.

### Universiades
- Strbske Pleso 2015 :
  -  Médaille d'argent du relais mixte.